# Kyle Chandler
Kyle Martin Chandler (Buffalo, Nueva York, 17 de septiembre de 1965) es un actor estadounidense.

## Biografía
Chandler creció en una pequeña ciudad de Loganville, Georgia, en la granja de su familia. Estudió en la Universidad de Georgia.
Está casado con Katherine Chandler —nacida Macquarrie—, ex modelo, con quien tiene dos hijas: Sawyer y Sydney.
A Kyle le gustaba ver películas antiguas e interpretar a los personajes que salían en ellas. Así es como comenzó su afición a la interpretación, y tan pronto como se graduó en la universidad, firmó contrato para la ABC. 

## Trayectoria profesional
Chandler debutó como actor en la pantalla en una película para televisión de 1988, Quiet Victory: The Charlie Wedemeyer Story. Su primer papel regular en televisión fue en el drama de ABC Homefront (1991-1993). A esto le siguió el papel principal de Gary Hobson en la serie de CBS Early Edition (1996-2000), por la que ganó un premio Saturn al mejor actor de televisión. Sus otros papeles en televisión incluyen la comedia What About Joan? (2001) y el drama legal The Lyon's Den (2003), ambos de corta duración, y una aparición especial bien recibida en el drama médico Grey's Anatomy, por el que Chandler recibió su primera nominación al premio Primetime Emmy.
Chandler recibió elogios generalizados de la crítica por su interpretación de Eric Taylor en la serie de NBC Friday Night Lights (2006-2011); recibió numerosas nominaciones a premios por su interpretación del personaje y ganó el Premio Primetime Emmy al Mejor Actor Principal en una Serie Dramática en 2011 por su actuación en la última temporada del programa.
El trabajo cinematográfico de Chandler ha incluido papeles secundarios notables en King Kong (2005), The Day the Earth Stood Still (2008), Super 8 (2011), Argo, Zero Dark Thirty (2012), El lobo de Wall Street (2013), Carol (2015), Manchester by the Sea (2016), Game Night y First Man (2018). Protagonizó Godzilla: King of the Monsters (2019) y Godzilla vs. Kong (2021). El primer papel protagónico de Chandler en televisión desde la conclusión de Friday Night Lights fue como el detective John Rayburn en el thriller de Netflix Bloodline (2015-2017), por el que recibió su cuarta y quinta nominaciones al premio Primetime Emmy. Apareció como el personaje de Peter en la película de Netflix Slumberland (2022).

## Filmografía

### Cine
| Año  | Título original                | Personaje             |
| ---- | ------------------------------ | --------------------- |
| 1990 | The Color of Evening           | John                  |
| 1992 | Pure Country                   | Buddy Jackson         |
| 1996 | Mulholland Falls               | Capitán               |
| 1999 | Angel's Dance                  | Tony Greco            |
| 2005 | King Kong                      | Bruce Baxter          |
| 2007 | The Kingdom                    | Francis Manner        |
| 2008 | The Day the Earth Stood Still  | John Driscoll         |
| 2010 | Morning                        | Businessman           |
| 2011 | Super 8                        | Jack Lamb             |
| 2012 | Argo                           | Hamilton Jordan       |
| 2012 | Zero Dark Thirty               | Joseph Bradley        |
| 2013 | Broken City                    | Paul Andrews          |
| 2013 | The Naughty List               | Santa Claus (Voz)     |
| 2013 | The Spectacular Now            | Tommy Keely           |
| 2013 | The Wolf of Wall Street        | Agente Patrick Denham |
| 2015 | Carol                          | Harge Aird            |
| 2016 | Manchester by the Sea          | Joe Chandler          |
| 2017 | The Vanishing of Sidney Hall   | The Searcher          |
| 2018 | Game Night                     | Brooks Davis          |
| 2018 | First Man                      | Deke Slayton          |
| 2019 | Godzilla: King of the Monsters | Mark Russell          |
| 2020 | The Midnight Sky               | Mitchell Rembshire    |
| 2021 | Godzilla vs. Kong              | Mark Russell          |
| 2022 | Slumberland                    | Peter                 |
| 2025 | De vuelta a la acción          | Chuck                 |
| TBA  | Anniversary                    | Paul                  |

### Televisión
| Año     | Título original                            | Personaje             | Notes                                                 |
| ------- | ------------------------------------------ | --------------------- | ----------------------------------------------------- |
| 1988    | Quiet Victory: The Charlie Wedemeyer Story | Skinner               | Película para televisión                              |
| 1989    | Unconquered                                | 1st Boy               | Película para televisión                              |
| 1989    | Home Fires Burning                         | Billy Benefield       | Película para televisión                              |
| 1989    | China Beach                                | Grunt                 | Episodio: "Independence Day"                          |
| 1989    | Freddy's Nightmares                        | Chuck                 | Episodio: "Memory Overload"                           |
| 1990    | Tour of Duty                               | William Griner        | Rol recurrente, 8 episodios                           |
| 1991–93 | Homefront                                  | Jeff Metcalf          | Rol principal                                         |
| 1994    | North and South Book III: Heaven and Hell  | Charles Main          | 3 episodes                                            |
| 1995    | Sleep, Baby, Sleep                         | Peter Walker          | Película para televisión                              |
| 1995    | Convict Cowboy                             | Clay Treyton          | Película para televisión                              |
| 1996–00 | Early Edition                              | Gary Hobson           | Rol principal                                         |
| 2000–01 | What About Joan?                           | Jake Evans            | Rol principal                                         |
| 2003    | The Lyon's Den                             | Grant Rashton         | Rol principal                                         |
| 2003    | And Starring Pancho Villa as Himself       | Raoul Walsh           | Película para televisión                              |
| 2004    | Capital City                               | Mac McGinty           | Episodio piloto                                       |
| 2005    | Lies and the Wives We Tell Them To         | Cooper                | Episodio piloto                                       |
| 2006–07 | Grey's Anatomy                             | Dylan Young           | 4 episodios                                           |
| 2006–11 | Friday Night Lights                        | Eric Taylor           | Rol principal                                         |
| 2008    | King of the Hill                           | Tucker Mardell        | Voz, episodio: "The Courtship of Joseph's Father"     |
| 2011–14 | Robot Chicken                              | Various voices        | 2 episodios                                           |
| 2013    | The Vatican                                | Cardinal Thomas Duffy | Episodio piloto                                       |
| 2013    | A Monstrous Holiday                        | Entrenador            | Voz, película de televisión                           |
| 2014    | American Dad!                              | Coach Keegan          | Voz, episodio: "Introducing The Naughty Stewardesses" |
| 2015–17 | Bloodline                                  | John Rayburn          | Rol principal                                         |
| 2016    | Family Guy                                 | Coach Doyle           | Voz, episodio: "Bookie of the Year"                   |
| 2019    | Catch-22                                   | Colonel Cathcart      | Miniserie                                             |
| 2021    | Star Wars: Visions                         | Mitaka                | Voz, cortoemtraje: T0-B1: doblaje en inglés           |
| 2021    | Mayor of Kingstown                         | Mitch McClusky        | Episodio piloto                                       |
| 2022    | Super Pumped                               | Bill Gurley           |                                                       |
| 2026    | Lanterns                                   | Hal Jordan            |                                                       |

## Premios y nominaciones
| Premios Primetime Emmy | Premios Primetime Emmy                       | Premios Primetime Emmy | Premios Primetime Emmy | Premios Primetime Emmy |
| Año                    | Categoría                                    | Trabajo nominado       | Resultado              | Ref.                   |
| ---------------------- | -------------------------------------------- | ---------------------- | ---------------------- | ---------------------- |
| 2006                   | Mejor actor invitado en una serie dramática  | Grey's Anatomy         | Nominado               | [ 4 ]                  |
| 2010                   | Mejor actor principal en una serie dramática | Friday Night Lights    | Nominado               | [ 4 ]                  |
| 2011                   | Mejor actor principal en una serie dramática | Friday Night Lights    | Ganador                | [ 4 ]                  |
| 2015                   | Mejor actor principal en una serie dramática | Bloodline              | Nominado               | [ 4 ]                  |
| 2016                   | Mejor actor principal en una serie dramática | Bloodline              | Nominado               | [ 4 ]                  |